# ماهی‌غار هوسیر
ماهی‌غار هوسیر (نام علمی: Amblyopsis hoosieri) نام یک گونه از تیره کورماهیان است.
این گونه از جنوب ایندیانا در ایالات متحد آمریکا یافت شده است. بالغ این گونه ماهی بدنی در حدود ۶۰–۸۰ میلی‌متر می‌باشد. این ماهی از انواع دوجورپایان، پاروپایان، جورپایان، و خارچنگ‌ها تغذیه می‌کند.